# Alec Guinness
Sir Alec Guinness, (London, Paddington, 1914. április 2. – West Sussex, Midhurst, 2000. augusztus 5.) Oscar-, Golden Globe- és BAFTA-díjas angol színész, forgatókönyvíró.
A brit színjátszás egyik kiemelkedő alakja. Színpadi színészként aratta első jelentős sikereit. 1958-ban Oscar-díjjal jutalmazták a Híd a Kwai folyón Nicholson ezredesének megformálásáért. Leghíresebb szerepe azonban Obi-Wan Kenobi karaktere a Csillagok háborúja trilógiából.

## A kezdetek
Alec Guinness de Cuffe néven született: a Cuffe anyja leánykori neve volt. Vér szerinti apját sosem ismerte, de egyes feltételezések szerint valódi apja híres üzletember volt. Nevelőapja az ír függetlenségi háborúban is harcolt, s poszttraumatikus háborús stresszben szenvedett.
Guinness hirdetési cikkírással kereste kenyerét, miközben Fay Compton színiiskolájában tanult. 22 éves korában az Old Vic színházban debütált Hamlet szerepében. Első filmszerepe egy statisztaszerep volt az 1936-os Evensongban.

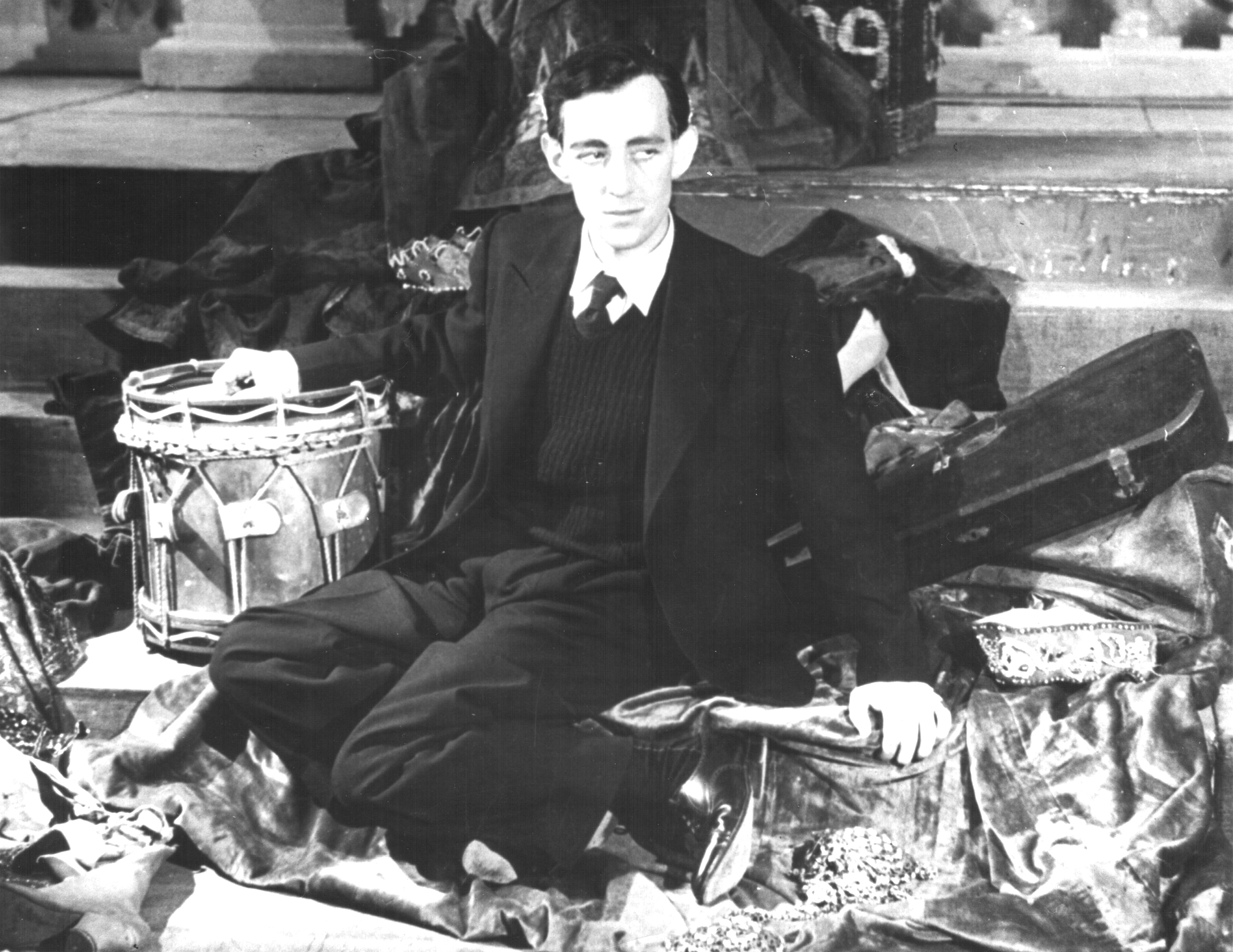
Alec Guinness - 1938

1938-ban feleségül vette a drámaíró színésznőt, Merula Salamant, akitől 1940-ben megszületett Matthew nevű fia.
A második világháborúban a Királyi Haditengerészetnél szolgált, kezdetben matrózként, majd Szicíliában partraszálló járművet vezetett, később pedig a jugoszláv partizánok ellátmányának szállítmányozásában is részt vett. Még a háború befejezése előtt feltűnt Terence Rattigan egyik darabjában mint bombázótiszt.
1946-ban visszatért az Old Vicbe.

## Pályafutása
Kezdetben főleg az Ealing Studios produkcióiban vett részt, így a Szép remények-ben (1946) és a Twist Olivér című klasszikusban. Különösen emlékezetes színészi teljesítményt nyújtott a Jóságos szívek és diadémok (1949) című vígjátékban is, ahol nyolc különböző karaktert kellett eljátszania a filmvásznon.
1951-ben már első Oscar-jelölésének örvendhetett, A Levendula-dombi csőcselék című krimi-vígjáték főszerepéért, majd egy évvel később egy romantikus filmben, a The Card-ban vállalt szerepet, ahol partnere Petula Clark volt. Aztán következett a Betörő az albérlőm című vígjáték 1955-ben, ahol Peter Sellersszel játszott együtt. (Ennek 2004-ben, Tom Hanks főszereplésével készült el a remake-je.)
Mint karakterszínész rengeteg szerep hiteles megformálására volt képes, így az ártatlan tudósétól kezdve (A fehér öltönyös férfi) (1952), a Híd a Kwai folyón című háborús filmklasszikus őrült ezredeséig, amiért 1957-ben megkapta a legjobb férfi főszereplőnek járó Oscar-díjat is. Maga az alkotás pedig hét aranyszobrot gyűjtött be, köztük a legjobb film díját is.
1958-ban forgatókönyvíróként is próbára tette magát, és a főszerepet is elvállalta A ló szája című angol komédiában, mely a Velencei Filmfesztiválon is bemutatásra került és Guinness a legjobb férfi színésznek járó Volpi Kupa díjat is hazavihette. Ezek után a színész kizárólag brit alkotásokban szerepelt.
1962-ben egy angol történelmi eposzban, a Lázadás a sivatagban című könyv filmadaptációjában, az Arábiai Lawrence-ben Fejszál herceget játssza. Számtalan mozi- és tévéfilm kötődik a nevéhez (mint például John le Carré Tinker, Tailor, Soldier, Spy című regényének televíziós adaptációja).
A Híd a Kwai folyón és az Arábiai Lawrence után ismét David Lean rendezővel dolgozott együtt, az 1965-ös év kiemelkedő alkotása, a Doktor Zsivágó kapcsán. Ez a párosítás újfent sikeresnek bizonyult, hiszen az akkori sztárok sorát felvonultató mozi öt Oscart söpört be.
A hetvenes évek elején előbb Albert Finney oldalán tűnt fel a Scrooge című filmben, majd Richard Harris partnereként volt látható a Cromwell című életrajzi alkotásban, 1973-ban pedig a Hitler: The Last Ten Days címszerepét vállalta magára.
1977-ben George Lucas produkciójában, a Csillagok háborújában pedig emlékezetesen játszotta el az idős jedi mestert, Obi-Wan Kenobit: ez az alakítása meghozta számára a valódi világhírt is, pedig kezdetben sokat veszekedett a rendezővel azon, hogy mennyi ostobaságot kell mondania.
1980-ban Tiszteletbeli Oscar-díjjal tüntették ki kivételes filmes pályafutása elismeréseként. A nyolcvanas évektől kezdve már ritkábban vállalt szerepeket, bár a Csillagok háborúja hihetetlen világsikere után sem változott meg a negatív véleménye a moziról mégis elvállalt egy-egy kisebb szerepet mind a két folytatásban. Ezek után már inkább csak angol tévéfilmekben volt látható és nem igen akart komoly munkákat vállalni; kivétel ez alól talán a Kis Dorrit (1988) című brit filmadaptáció, melyben, mint mellékszereplő tűnik fel a vásznon és megkapja érte szám szerint az ötödik Oscar-jelölését.
1991-ben a Steven Soderbergh féle Kafka című életrajzi filmben játszott, a címszerepet játszó Jeremy Irons oldalán. Ez volt utolsó komolyabb munkája. Még két kisebb tévéfilmes szerep után, 1996-ban bejelentette visszavonulását.
2000 augusztusában halt meg, 86 éves korában, rákban.

## Magánélete
Guinness 1938-ban feleségül vette Merula Salaman színész-forgatókönyvírót, 1940-ben megszületett Matthew Guinness nevű gyermekük, aki maga is színész lett. Az életrajzírói egybehangzó állítása szerint Guinness biszexuális volt.
Az 1958-as Oscar-díj ceremónián annak ellenére nem jelent meg, hogy gyakorlatilag ő volt az abszolút befutó a díjra, a Híd a Kwai folyón című film főszerepéért. Helyette Jean Simmons színésznő vette át az elismerést. Az 1980-as gálán azonban már személyesen vette át a neki ítélt életműdíjat.
Bár a világ Obi-Wan Kenobi karakterével azonosítja a színészt, saját bevallása szerint ki nem állhatta ezt a szerepet és az egész Csillagok háborúja trilógiát ostobaságnak tartotta.
1955-ben a Brit Birodalmi Rendjel parancsnoki fokozatával tüntették ki, 1959-ben pedig lovaggá ütötték. 1994-ben a brit Becsületrend tagja lett.

## Filmográfia
| Év   | Magyar cím                                  | Eredeti cím                                    | Szerep                        |
| 1996 | Eszkimó nap (TV)                            | Eskimo Day                                     | James                         |
| 1994 | A néma tanú                                 | Mute Witness                                   | arató ember                   |
| 1992 | Hollywoodi Mesék - Magyar szemmel (TV)      | Tales from Hollywood                           | Heinrich Mann                 |
| 1991 | Kafka                                       | Kafka                                          | főhivatalnok                  |
| 1988 | Egy marék por                               | A Handful of Dust                              | Mr. Todd                      |
| 1988 | Kis Dorrit                                  | Little Dorrit                                  | William Dorrit                |
| 1985 | Monsignor Quixote (TV)                      | Monsignor Quixote                              | Quixote atya                  |
| 1984 | Út Indiába                                  | Passage to India                               | Godbole                       |
| 1983 | Csillagok háborúja VI: A jedi visszatér     | Return of the Jedi                             | Obi-Wan Kenobi                |
| 1983 | A szerelem bolondja                         | Lovesick                                       | Sigmund Freud                 |
| 1982 | (TV)                                        | Smiley's People                                | George Smiley                 |
| 1980 | Csillagok háborúja V: A Birodalom visszavág | Star Wars: Episode V - The Empire Strikes Back | Obi-Wan Kenobi                |
| 1980 | A kis lord (TV)                             | Little Lord Fauntleroy                         | Earl of Dorincourt            |
| 1980 | A Titanic kincse (TV)                       | Raise the Titanic                              | John Bigalow                  |
| 1979 | (TV)                                        | Tinker, Tailor, Soldier, Spy                   | George Smiley                 |
| 1977 | Csillagok háborúja IV: Egy új remény        | Star Wars                                      | Obi-Wan Kenobi                |
| 1976 | Meghívás egy gyilkos vacsorára              | Murder by Death                                | Jamesir Bensonmum             |
| 1973 | Hitler: Az utolsó tíz nap                   | Hitler: The Last Ten Days                      | Adolf Hitler                  |
| 1972 | Napfivér, Holdnővér                         | Fratello sole, sorella luna                    | III. Ince pápa                |
| 1970 | Cromwell                                    | Cromwell                                       | I. Károly király              |
| 1970 | Scrooge                                     | Scrooge                                        | Jacob Marley szelleme         |
| 1967 | Szerepjátszók                               | The Comedians                                  | Jones őrnagy                  |
| 1966 | A Quiller jelentés                          | The Quiller Memorandum                         | Pol                           |
| 1966 | Hotel Paradiso                              | Hotel Paradiso                                 | Benedict Boniface             |
| 1965 | Doktor Zsivágó                              | Doctor Zhivago                                 | Yevgraf Zsivágó               |
| 1964 | A Római Birodalom bukása                    | The Fall of the Roman Empire                   | Marcus Aurelius               |
| 1962 | Arábiai Lawrence                            | Lawrence of Arabia                             | Feisal herceg                 |
| 1962 | Lázadó hajó                                 | H. M. S. Defiant                               | Crawford kapitány             |
| 1960 | A dicsőség hangjai                          | Tunes of Glory                                 | Jock Sinclair őrnagy          |
| 1960 | Havannai emberünk                           | Our Man in Havana                              | Jim Wormold                   |
| 1959 | A bűnbak                                    | The Scapegoat                                  | John Barratt / Jacques De Gue |
| 1958 | A ló szája                                  | The Horse's Mouth                              | Gulley Jimson                 |
| 1957 | Mindenki a tengeren                         | Barnacle Bill aka "All at Sea"                 | William Horatio Ambrose       |
| 1957 | Híd a Kwai folyón                           | The Bridge on the River Kwai                   | Nicholson ezredes             |
| 1956 | A hattyú                                    | The Swan                                       | Albert herceg                 |
| 1955 | Betörő az albérlőm                          | The Ladykillers                                | Marcus professzor             |
| 1955 | A rab                                       | The Prisoner                                   | A bíboros                     |
| 1953 | A kapitány mennyország                      | The Captain's Paradise                         | Henry St. James kapitány      |
| 1952 | A kezdeményező                              | The Promoter                                   | Edward Henry "Denry" Machin   |
| 1952 | A fehér öltönyös férfi                      | The Man in the White Suit                      | Sidney Stratton               |
| 1951 |                                             | The Mudlark                                    | Benjamin Disraeli főminiszter |
| 1950 | A Levendula-dombi csőcselék                 | The Lavender Hill Mob                          | Henry Holland                 |
| 1949 | Jóságos szívek és diadémok                  | Kind Hearts and Coronets                       | Ascoyne                       |
| 1948 | Twist Olivér                                | Oliver Twist                                   | Fagin                         |
| 1946 | Szép remények                               | Great Expectations                             | Herbert Pocket                |

## Fontosabb díjak és jelölések
- Oscar-díj:
  - 1989. - jelölés: legjobb férfi mellékszereplő - Kis Dorrit (1988)
  - 1980. - díj: Életműdíj
  - 1978. - jelölés: legjobb férfi mellékszereplő - Csillagok háborúja IV: Egy új remény (1977)
  - 1959. - jelölés: legjobb adaptált forgatókönyv - A ló szája (1958)
  - 1958. - díj: legjobb férfi főszereplő - Híd a Kwai folyón (1957)
  - 1953. - jelölés: legjobb férfi főszereplő - A Levendula-dombi csőcselék (1951)
- Golden Globe-díj:
  - 1989. - jelölés: legjobb férfi mellékszereplő - Kis Dorrit (1988)
  - 1978. - jelölés: legjobb férfi mellékszereplő - Csillagok háborúja IV: Egy új remény (1977)
  - 1958. - díj: legjobb férfi főszereplő (filmdráma) - Híd a Kwai folyón (1957)
- BAFTA-díj:
  - 1989. - BAFTA Akadémiai tagság
  - 1987. - jelölés: legjobb TV színész - Monsignor Quixote (1986)
  - 1983. - díj: legjobb TV színész - Smiley's People (1982)
  - 1980. - díj: legjobb TV színész - Tinker, Tailor, Soldier, Spy (1979)
  - 1961. - jelölés: legjobb férfi főszereplő - A dicsőség hangjai (1960)
  - 1960. - jelölés: legjobb adaptált forgatókönyv - A ló szája (1958)
  - 1958. - díj: legjobb férfi főszereplő - Híd a Kwai folyón (1957)
  - 1956. - jelölés: legjobb férfi főszereplő - A rab (1955)
- Emmy-díj:
  - 1983. - jelölés: legjobb férfi főszereplő (televíziós minisorozat vagy tévéfilm) - Smiley's People (1982)
- Berlini Nemzetközi Filmfesztivál:
  - 1988. - díj: Tiszteletbeli Arany Medve
- Európai Filmdíj:
  - 1996. - díj: Életműdíj
- Sant Jordi-díj:
  - 1961. - díj: legjobb külföldi színész - A ló szája (1958)
  - 1959. - díj: legjobb külföldi színész - Híd a Kwai folyón (1957)
- Velencei Filmfesztivál:
  - 1958. - díj: Volpi Kupa - A ló szája (1958)

## Egyéb kitüntetései
- 1995: Brit Független Film-díj - Speciális-díj
- 1990: Londoni Filmkritikusok Szövetsége - Életműdíj
- 1988: Los Angelesi Filmkritikusok Szövetsége - Legjobb férfi mellékszereplő - Kis Dorrit
- 1987: Lincoln Center Film Egyesület - Gala Tribute
- 1980: Broadcasting Press Guild-díj - Legjobb TV színész - Tinker, Tailor, Soldier, Spy
- 1979: Brit Független Film-díj - Legjobb férfi alakítás - Csillagok háborúja IV: Egy új remény
- 1978: Amerikai Fantázia és Horrorfilmek Akadémiája - Legjobb férfi mellékszereplő - Csillagok háborúja IV: Egy új remény
- 1967: Kansas City Filmkritikusok Szövetsége - Legjobb férfi mellékszereplő - Szerepjátszók
- 1959: Laurel-díj - Legjobb komédia alakítás (3. hely) - A ló szája
- 1958: Laurel-díj - Legjobb komédia alakítás (2. hely) - Híd a Kwai folyón
- 1957: Nemzeti Filmszemle, USA - Legjobb színész - Híd a Kwai folyón
- 1957: New York-i Filmkritikusok Szövetsége - Legjobb színész - Híd a Kwai folyón
- 1952: Olasz Nemzeti Film Szindikátus - Legjobb külföldi színész - A Levendula-dombi csőcselék
- 1950: Nemzeti Filmszemle, USA - Legjobb színész - Jóságos szívek és diadémok

## Fordítás
Ez a szócikk részben vagy egészben  az   Alec Guinness című angol Wikipédia-szócikk fordításán alapul.  Az eredeti cikk szerkesztőit annak laptörténete sorolja fel. Ez a jelzés csupán a megfogalmazás eredetét és a szerzői jogokat jelzi, nem szolgál a cikkben szereplő információk forrásmegjelöléseként.